# Olinguito
Olinguito (Bassaricyon neblina) je medvídkovitá šelma žijící ve vysokohorských mlžných lesích Kolumbie a Ekvádoru.
15. srpna 2013 oznámil zoolog Kristofer Helgen ze Smithsonian Institution objev nového živočišného druhu, prvního dosud neznámého masožravého savce na americkém kontinentu po pětatřiceti letech. V minulosti sice byly pozorovány exempláře olinguitů (někdy byly dokonce chovány v zajetí), ale nevědělo se, že jde o samostatný taxon.
Je to plachý noční tvor, který žije převážně v korunách stromů, živí se hmyzem a ovocem. Je to nejmenší medvídkovitá šelma, váží okolo 900 gramů. Od ostatních příslušníků rodu olingo se liší hustou srstí, která ho chrání před nočním chladem, protože žije v nadmořských výškách přes 1500 metrů.